# 拉里·福斯特
劳伦斯·迈克尔·福斯特（英語：Lawrence Michael Foust，1928年6月24日—1984年10月27日），美国NBA联盟前职业篮球运动员。他在1950年的NBA选秀中第1轮第5顺位被芝加哥牡鹿选中。